# Mockern
Mockern ist ein Ortsteil der ostthüringischen Gemeinde Nobitz im Landkreis Altenburger Land, direkt südlich der namensgebenden Skat- und Residenzstadt Altenburg anschließend. Durch Mockern verläuft die Bundesstraße 93 von Leipzig nach Zwickau.

## Geografie
Mockern befindet sich ungefähr drei Kilometer südlich des Altenburger Stadtzentrums im Altenburg-Zeitzer Lößhügelland, dem Osterland. Die Entfernung zu nähergelegen größeren Städten beträgt 30 km nach Gera, 32 nach Zwickau, 55 km nach Chemnitz, 56 km nach Leipzig und 110 km zur Landeshauptstadt Erfurt. Der Fluss Pleiße verläuft südöstlich am Ort vorbei.
Angrenzende Orte sind im Uhrzeigersinn nördlich die Stadt Altenburg, östlich die Ortslagen des Ortsteils Ehrenberg Zschechwitz und Lehnitzsch, südlich Heiligenleichnam, Gardschütz, Selleris, westlich Löpitz, Burkersdorf, Kaimnitz als Ortsteile von Nobitz.

## Geschichte
Die erste urkundliche Erwähnung fand zwischen 1181 und 1214 statt. Der Ort wurde um 1200 Mocren und 14 Jahre später Mogkran geschrieben. Die sorbische Bedeutung lautet Bewohner einer feuchten Gegend, die italienische so viel wie Eselswärter, da der benachbarte Ort Heiligenleichnam einen Wallfahrtsort darstellte. Im Jahre 1213 verlieh Kaiser Friedrich II dem Deutschen Ritterorden in Altenburg die Grundherrschaft über den Ort. Altenburg war zu dieser Zeit Kaiserpfalz und wird heute als Barbarossastadt bezeichnet. 1288 erhielt der Deutsche Orden auch den Besitz der Burggrafen von Altenburg in Mockern.
In den darauffolgenden zwei Jahrhunderten ging die Grundherrschaft auf das Rittergut Ehrenberg über. So existierten 1445 24 Höfe in Mockern, 1880 waren es 67 Anwesen, wobei 11 Handgüter, 7 Anspanngüter und die im Jahre 1520 errichtete Mühle dazuzählten. Am 24. September 1813 ereignete sich ein Scharmützel zwischen österreichischen und französischen Truppen auf den Feldern um Mockern.
Mockern gehörte zum wettinischen Amt Altenburg, welches ab dem 16. Jahrhundert aufgrund mehrerer Teilungen im Lauf seines Bestehens unter der Hoheit folgender Ernestinischer Herzogtümer stand: Herzogtum Sachsen (1554 bis 1572), Herzogtum Sachsen-Weimar (1572 bis 1603), Herzogtum Sachsen-Altenburg (1603 bis 1672), Herzogtum Sachsen-Gotha-Altenburg (1672 bis 1826). Bei der Neuordnung der Ernestinischen Herzogtümer im Jahr 1826 kam der Ort wiederum zum Herzogtum Sachsen-Altenburg.
Nach der Verwaltungsreform im Herzogtum gehörte er bezüglich der Verwaltung zum Ostkreis (bis 1900) bzw. zum Landratsamt Altenburg (ab 1900). Das Dorf gehörte ab 1918 zum Freistaat Sachsen-Altenburg, der 1920 im Land Thüringen aufging. 1922 kam es zum Landkreis Altenburg. Bei der zweiten Kreisreform in der DDR wurden 1952 die bestehenden Länder aufgelöst und die Landkreise neu zugeschnitten. Somit kam Mockern mit dem Kreis Altenburg an den Bezirk Leipzig, der seit 1990 als Landkreis Altenburg zu Thüringen gehörte und 1994 im Landkreis Altenburger Land aufging.
Am 8. März 1994 wurde die VG Saara gegründet, deren Gemeinden mit Ausnahme von Großstöbnitz zum 1. Januar 1996 die Einheitsgemeinde Saara bildeten. Somit verlor die Gemeinde Mockern, die keine weiteren Ortsteile besaß, ihre Selbstständigkeit. Anders als die Landgemeinden besitzen Einheitsgemeinden keine Ortschaftsräte oder Ortschaftsbürgermeister. Seit der politischen Wende 1989/1990 wurden einige Projekte von der ehemals selbstständigen Gemeinde verwirklicht, wie beispielsweise der Neubau eines Feuerwehrhauses. Von 1990 bis 1992 wurde der Ort durch die Dorferneuerung gefördert. Nach bereits erfolgter Sanierung wurde der Gasthof allerdings 2004 aufgrund des Fehlens eines Investors weggerissen.
Mit Auflösung der Gemeinde Saara am 31. Dezember 2012 kam Mockern zur Gemeinde Nobitz.

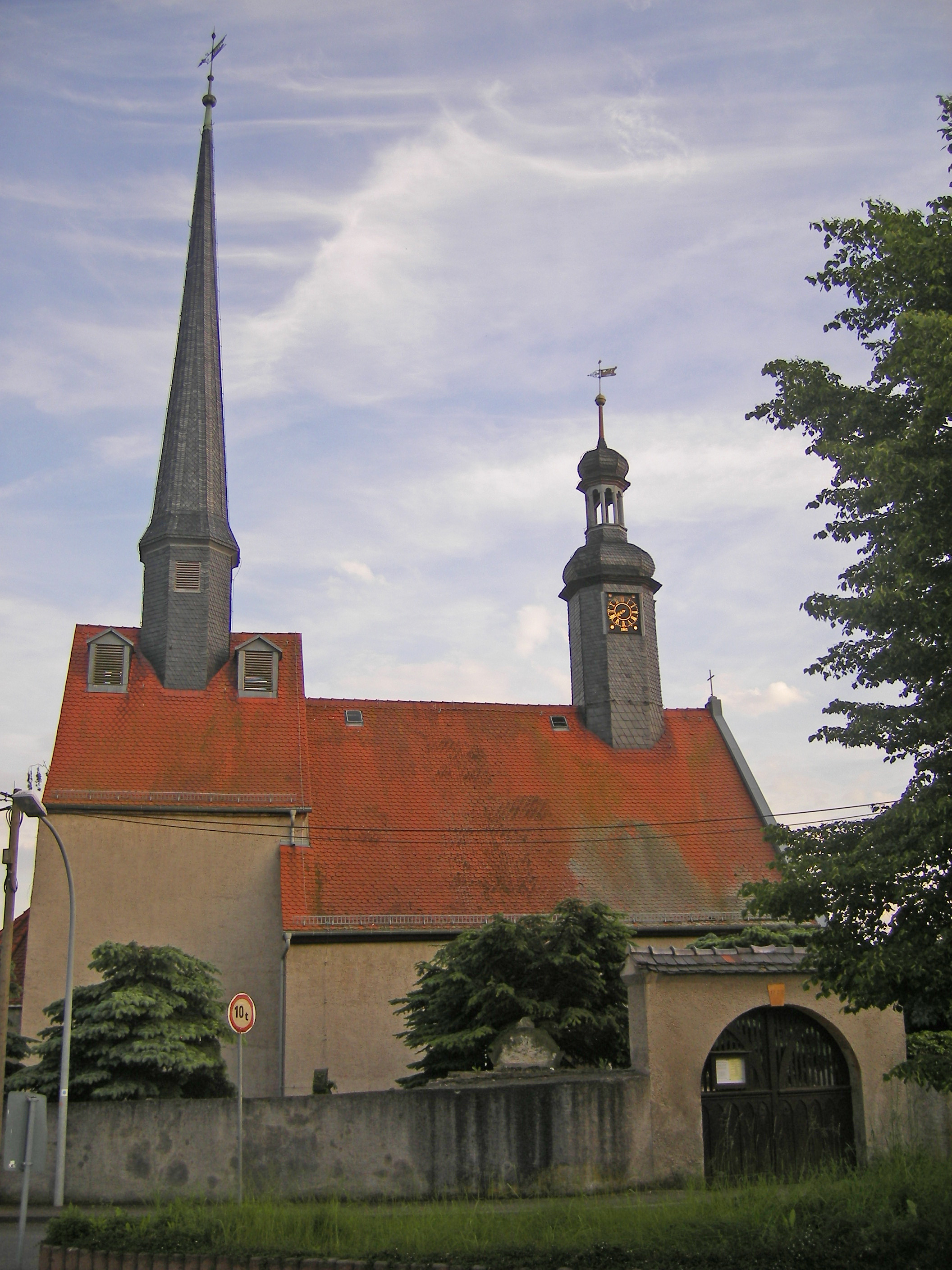
Kirche in Mockern

### Entwicklung der Einwohnerzahl
- 1837 - 372[7]
- 1910 - 579[8]
- 1933 - 577[9]
- 1939 - 566[9]
- 1994 - 544[10]
- 1995 - 550[10]

## Kultur und Sehenswürdigkeiten
In dem verwinkelten historischen Ortskern existieren noch fünf komplett erhaltene Altenburger Vierseithöfe, einen Weiteren etwas abseits des Ortes an der Pleiße stellt die Mühle dar. Den Ortsmittelpunkt bildet die 1519 erbaute spätgotische Kirche, die einen romanischen Chor besitzt. Im Innenraum wurden einige barocke Veränderungen vorgenommen.

## Wirtschaft und Verkehr
Durch Mockern verläuft die Bundesstraße 93, die zusammen mit der Bundesstraße 7 aus Richtung Gera und Schmölln auf die einen Kilometer entfernte östliche Ortsumfahrung von Altenburg trifft. An dem Ort verlaufen die Bahnstrecken Leipzig-Hof und Altenburg-Erfurt vorbei, die nächstgelegenen Bahnhöfe sind Lehndorf in zwei, beziehungsweise Altenburg in fünf Kilometern Entfernung. Die nächstgelegene Bundesautobahnanschlussstelle Schmölln der A4 befindet sich in 15 km, die geplante Anschlussstelle der A72 Frohburg in 20 km.
Mockern besitzt ein voll erschlossenes Gewerbegebiet mit einer Nettofläche von 9 ha, davon sind 5,3 ha ungenutzt. Ansässige Unternehmen sind die Langer GmbH, Spedition und Baustoffhandel, KSM Kran- und Schwerlast Montagen GmbH, GBS Gesellschaft für Berufsausbildung im Straßenverkehr, GBS Werkstattservice GmbH und die Industrie Logistik Service GmbH. Insgesamt existieren im Ort ungefähr 50 Firmen.
Auf diesem Gebiet befand sich bis 1990 eine Hopfenanlage der Altenburger Brauerei.
Außerhalb des Ortes befindet sich eine Biogasanlage.